# エリアス・ペッテション
エリアス・フレドリク・ペッテション（Elias Fredrik Pettersson、1998年11月12日 - ）は、スウェーデン王国ヴェステルノールランド県スンツヴァル出身のアイスホッケー選手。ヴェステルノールランド県のスンツヴァル生まれ。ナショナルホッケーリーグ(NHL)のバンクーバー・カナックスに所属。
2018-19シーズンのカルダー記念賞（シーズン最優秀新人選手）を受賞している。英語圏ではペターソン、ピーターソン等と発音される。 

## 経歴

### スウェーデン時代
スウェーデンのクラブ、ティムローIK傘下のユース・チームでプレーし、2015年にトップチームへ昇格、プロデビューを果たした。
2016-17シーズンのアルスヴェンスカン（国内2部リーグ）では、チーム内で2位となる41ポイントを記録するも、1部リーグであるSHLへの昇格は果たせなかった。
2017年4月6日にSHLのベクショー・レイカーズに移籍することになった。SHLでのルーキーシーズンとなった2017-18シーズンは44試合に出場し、24ゴール、56ポイントを記録。シーズンのリーグ得点ランキング2位に輝いた。プレーオフでも13試合で10得点、19ポイントを記録。チームを2度目のSHL優勝に導き、プレイオフのMVPに選出された。 また、同シーズンの新人賞および最優秀フォワード賞も受賞した。 
2017年12月から1月に開催された第42回世界ジュニアアイスホッケー選手権のスウェーデン代表に選出された。同大会では銀メダルを獲得した

### カナックス時代
2017年のNHLドラフト1巡目(全体5位)でバンクーバー・カナックスから指名を受けた。
2018年5月25日にカナックスと3年契約を結んだ。同月に開催された第82回アイスホッケー世界選手権のスウェーデン代表に選出された。同大会では金メダルを獲得している。
2018-2019年シーズンは2018年10月3日のカルガリー・フレームス戦でNHL初出場を果たし、1ゴール、1アシストを記録。2019年1月2日には、ルーキーながら初のNHLオールスターゲームに選出された。3月18日のシカゴ・ブラックホークス戦でシーズン61ポイント目を記録し、カナックスのルーキーシーズン記録を更新した。最終的に71試合に出場し、28ゴール38アシストの66ポイントを記録。オフに最優秀新人に贈られるカルダー記念賞を受賞した。 

## 人物
父方の祖父であるトイヴォ・ヨケライネンは、フィンランド継続戦争最中の1941年に親元を離れてフィンランドからスウェーデンに疎開した「フィンランド・ウォー・チルドレン」である。 

## 詳細情報

### 表彰
- カルダー記念賞（2018-2019年）

### 背番号
- 40（2018年 - ）

### 代表歴
- 2018年世界ジュニアアイスホッケー選手権スウェーデン代表
- 2018年アイスホッケー世界選手権スウェーデン代表